# Веймарн Євгеній Володимирович
Євген Володимирович Веймарн (рос. Веймарн Евгений Владимирович, 1905, Севастополь — листопад 1990, Москва) — радянський археолог. Співробітник Археологічного відділу історичного музею.

## Біографія
Євген Веймарн народився в 1905 році в Севастополі (старший брат Бориса Веймарна), там же закінчив в 1923 році загальноосвітній технікум. Як науково-технічний співробітник Херсонеського музею, в 1923 році був направлений на навчання на етнологічний факультет Московського університету, який закінчив у 1928 році.
З 1928 р. до 1948 рік (з перервою з 1941 р. до 1945 р. — служба в Червоній Армії на Далекому Сході) Веймарн працював у Москві в Державному історичному музеї, у відділі історичної географії та картографії, а потім в археологічному відділі, 1933 року — завідував кабінетом нумізматики. У цей період, в 1928—1937 роки, в літні сезони, брав участь у роботі Ескікерменської експедиції під керівництвом Миколи Репнікова, а в 1938 році — в Мангупської експедиції. Повернувшись з армії, став завідувачем відділу історичний географії та картографії.
У 1948 році переїхав з Москви до Бахчисараю, де жив і працював до 1977 року. Була створена Бахчисарайська археологічна станція Інституту археології АН УРСР. З 1948 р. до 1952 р. — начальник Інкерманської, а з 1956 р. до 1959 рік Чуфуткалейської археологічних експедицій.
У 1960—1961 роках досліджував Скалистський ранньосередньовічний могильник, за результатами робіт на якому, спільно з Олександром Айбабіном, була написана монографія. З 1962 р. до 1965 р. керував Північно-Кримською експедицією, з 1967 р. до 1975 р. очолюючи Мангупський загін Кримської експедиції Інститут археології АН УРСР.
Помер у листопаді 1990 року в Москві.

## Праці
Веймарн опублікував 44 наукові роботи, серед яких монографія —
- Веймарн Е. В., Айбабин А. И. Скалистинский могильник. — Киев: Наукова думка, 1993. — 201 с. : ил.,карт. — ISBN 5-12-002665-6
- Веймарн Е. В., Высотская Т. Н., Гарагуля В. К., Кустова М. Г., Фронжуло М. А., Домбровский О. И., Секиринский С. А., Бабенчиков В. П. Дорогой тысячелетий. Экскурсии по средневековому Крыму. — Симферополь: Крым, 1966. — С. 168.
- Е. В. Веймарн, М. Я. Чореф. «Корабль» на Каче. — Симферополь: Таврия, 1976. — ISBN 978-5-458-40165-4